# 天蠶變 (電視劇)
《天蠶變》（英語：Reincarnated），全劇共60集，是麗的電視的原創武俠劇集之一，本劇於1979年7月晚上8時黃金時段首播。故事策劃為蕭若元，監製為蕭笙與麥當雄，武術指導程小東以及韓義生。故事框架完成後，再由黃鷹撰寫為小說版。不過蕭若元在接受電台訪問時，自承不少橋段是墨餘生的《明駝千里》。
其後《天蠶變》於1983年八月在台灣華視首播，徐少強及顧冠忠亦因為飾演雲飛揚而聲名大噪，紅遍港台兩地。。此劇亦成為了日後亞洲電視，主題曲《天蠶變》是香港電台第二屆十大中文金曲之一。《天蠶變》續集有《天龍訣》（小說名為《雲飛揚外傳》）。起用同樣班底相承世界觀的《湖海爭霸錄》。
《天蚕变》于香港电视史的重要意义，是令单元剧彻底退出黄金档。当时无线每晚八至九点专播单元剧（与长篇连续剧不一样，由若干相对独立的单元构成，每个故事独立成篇），而丽的安排长剧《天蚕变》于周一至周五晚每天连续播放，结果逼得无线跟着效仿，往后两家电视台都开始在周一至周五每晚播放两线长剧，这一排阵形式沿用至今。
該劇是亞洲電視的武俠經典及重播次數最多的劇集之一。

## 劇集內容
《天蠶變》劇情採多線發展，故事講述主角雲飛揚來歷鮮為人知，自幼被帶回武當擔任雜役飽受欺凌，但夜幕降臨之時長年獲神秘黑衣人傳授「武當六絕」，並被警告習得武功絕不能在他人面前顯露。飛揚單戀青梅竹馬的師妹倫婉兒，她身形輕巧、劍法純熟、姿勢美妙，每個動作都像舞蹈，微風輕吹時秀髮飄揚，展動的衣袖就像蝶翅。
江湖掀起腥風血雨，青松道長與無敵門幫主獨孤無敵三度較量，可惜俱敗於對方手下。獨孤無敵猶如武林煞星，藉「滅絕神功」強逼各門派歸順，口號「唯天為大，如日方中」。武當因第七絕「天蠶功」無人練成而陷入滅頂危機。
俊俏瀟灑、外表正派、擅口才的傅玉書混入武當，獲傳授予武當六絕之「鎖喉奪命槍」，後來更用卑鄙手段接任掌門職位，並練得「蛇鶴十三式」。傅玉書連哄帶騙，獲得好玩樂因循的兩位長老赤松、蒼松偏袒。閒時親自教導倫婉兒彈奏樂器，耳鬢廝磨情愫互生，暗自私訂終身。雲飛揚欲以情信送返香囊，卻當眾出醜。
此時武當山接二連三發生離奇命案，其實玉書真正目的為救出逍遙谷大當家（寒潭老怪），重出江湖的老怪物與乖孫玉書、香君兄妹重整逍遙谷，聯同座下四大弟子佈「風」「雷」「雨」「電」陣，重創無敵門霸主獨孤無敵。
雲飛揚受冤離開武當山，路上先後與獨孤鳳、傅香君相遇結緣。獨孤鳳為無敵門銀鳳堂堂主，身為獨孤無敵千金，外表英武倔強、個性冷酷任恣、敢愛敢恨；傅香君為逍遙谷女少主，美麗嬌俏、溫柔善良，雖然深受爺爺和兄長寵愛，但不喜歡碧落賦中人行事惡毒，因此出走學習行醫，並深諳濟世救人之術。
峨嵋派管中流心高氣傲、潔癖並目空一切，甫出場已血洗無敵門分舵，為師妹「峨嵋雙秀」報先姦後殺之仇，並且四出找人挑戰。後來偷得黑白雙魔的武功秘笈，並練成「落日劍法」最後三式，功力大進，遂與傅玉書結盟，藉兩派正道旗幟統一武林。兔死狗烹二人互相暗算，管中流墮崖但不死，輾轉成為亟欲入侵中原的回族魔道玄陰教宮主之心腹，甚至不惜背叛愛人依貝莎，行為令人齒冷。玄陰宮主擅使毒藥鳳腦香，儼然成為神秘冒起的勢力禍患。
雲飛揚與獨孤無敵首度決戰，被打成重傷導致武功盡廢，幸得香君相助，誤服「子母金環」陸璣運送給朝廷的珍物「冰山雪蓮」，全身為寒氣所苦，後浸入溫泉池抵禦寒氣，並恢復功力。陸家因此受朝廷滅門，陸丹因此對雲飛揚誤會甚深，認為他是害父仇人，後來學藝武當並一度被玉書利用。
武當第七絕「天蠶功」習練若不得其法，勉強再久也無法衝關，必須自廢武功進入假死狀態方能成就。過去的武當傳人因天蠶功的真訣遺失而無法修練，直至師叔伯燕沖天身受重傷，意外進入冬眠狀態並起死回生，大功告成。雲飛揚與獨孤無敵第二次對決時再遭重創，幸得無敵門門主夫人沈曼君運功療傷，意外輸入天蠶內功，並讓其在體內蘊釀滋長。原來為人精明的青松，年輕時風流成性，表面理智內心矛盾，生下雲飛揚卻不相認。多年前負傷逃走時被沈曼君所救，此後在龍鳳閣夜夜纏綿，惟不願放下武當掌門之位，既虧情婦又欠兒女，可謂道貌岸然的負心漢。
雲飛揚破繭而出，先後打敗管中流、鏟除傅玉書、擊退玄陰宮主，最後重挫練成滅絕神功第九重的獨孤無敵，終於為差點成親的同父異母妹妹獨孤鳳、生父青松、師公燕沖天、師妹婉兒報仇，解除整場武林危機，淡然離去絕跡江湖。

## 主要演員
- 徐少強（主演）／顧冠忠（「天蠶神功」蛻變後）／葉天行（戴「魚皮面具」時臨演） 飾演 雲飛揚
- 余安安 飾演 傅香君
- 伍衛國 飾演 傅玉書
- 馬敏兒 飾演 倫婉兒
- 楊澤霖 飾演 獨孤無敵
- 苗可秀 飾演 獨孤鳳
- 梁淑莊 飾演 沈曼君
- 劉緯民 飾演 管中流
- 蔡瓊輝 飾演 依貝莎
- 羅樂林 飾演 陸丹

### 武當
- 鮑漢琳  飾演  燕沖天
- 張 瑛         飾演  青松（武當第十九代掌門、住持）（十年之約，戰敗玉皇頂）（俗家名「羽萬里」）
- 馮 峰  飾演  赤松（執法堂長老）
- 伍永森  飾演  蒼松（執法堂長老）
- 關偉倫  飾演  白石（武當六絕「兩儀劍」）（大弟子）
- 湯錦棠  飾演  謝平（武當六絕「陰陽霹靂掌」）（二弟子）
- 譚榮傑  飾演  姚峰（武當六絕「飛雲蹤、七暗器」）
- 陳植槐  飾演  玉石（武當六絕「雷霆雙截棍」）
- 潘世鴻  飾演  金石（武當六絕「猛虎開山刀」）
- 朱德惠  飾演  奀仔
- ？      飾演  方展鵬
- 鄭恕峰  飾演  鐵石
- 江樹鵬  飾演  木石

註:劇集初期（第五集）編劇曾把赤松、蒼松二位角色的演員馮 峰及伍永森搞混，故此出現演出及表列調換的穿崩情況。
註:青松幪面為黑衣人時由甘山替身演出。

### 無敵門
- 尹發    飾演  夏侯天聰 （獨孤無敵師父，故事開始前已逝，僅出現於回憶片段。）
- 韓義生  飾演  公孫弘（大弟子）（白虎堂堂主）（使用武器「風火輪」）
- 凌文海  飾演  諸葛明（白象堂堂主）
- 梁漢威  飾演  鄧奎
- 小麒麟  飾演  九尾狐（「四大護法」之一）
- 高 雄   飾演  千面佛（「四大護法」之一）
- 麥天恩  飾演  萬毒仙翁（「四大護法」之一）
- 李天鷹  飾演  寒江釣叟（「四大護法」之一）
- 張帆  飾演  賽華佗
- 區嶽  飾演  第八分舵舵主

### 逍遙谷
「爾其動也，風雨如晦，雷電共作。爾其靜也，體象皎鏡，是開碧落。」
- 梁天  飾演  寒潭老怪（天帝／傅天威／大當家）

（「碧落賦」之首）
- 文千歲  飾演  風（「碧落賦中人」）
- 劉國誠  飾演  雷（「碧落賦中人」）
- 柳影虹  飾演  雨（「碧落賦中人」）
- 劉江  飾演  電（「碧落賦中人」）
- 李天鷹  飾演  無面人

### 峨嵋派
- 李亨  飾演  一音大師
- 吳桐　  飾演  海底神龍
- 王書麒  飾演  劍童（七寶）
- 徐家霖  飾演  琴童（六安）
- 張善明  飾演  侏儒仔

### 黑白雙魔
- 麥天恩  飾演  黑魔勒
- 甘山  飾演  白魔勒

### 玄陰教
- 張瑪莉  飾演  玄陰宮主
- 李通明  飾演  二宮主
- 林蔚然  飾演  依蘭
- 羅慧琪  飾演  依娃

### 幽冥組織
- 招浩東  飾演  卜天機
- 余文炳  飾演  後巷蠟燭檔的老闆
- 黃一飛  飾演  周家長生店的老闆

### 其他人物
- 司馬華龍  飾演  雲海天（雲飛揚外公。）
- 朱鐵和  飾演 「子母金環」陸璣
- 陳中堅  飾演  呂望
- 亦嘉    飾演  呂壁霞
- 吳業光  飾演  點蒼掌門
- 黃宗保  飾演  崆峒掌門
- 丁小雪  飾演  月娥
- 洪玲玲  飾演  金燕子
- 徐意    飾演  傅母（傅玉書之假冒母親）
- 馬宗德  飾演  霹靂堂堂主
- 鍾濟深  飾演  天龍上人
- 董驃    飾演  宇文員外
- 曾昭勤  飾演  常山雙俠？
- 謝啟邦  飾演  常山雙俠？

## 中途易角
當年《天蠶變》拍至雲飛揚服了冰山雪蓮功力大增，之後在獨孤鳳嫁給公孫弘一幕，雲飛揚被獨孤無敵重傷後 (第36集)，闖入龍鳳閣。期間得到沈曼君以內功療傷時，無意間注入天蠶內力，練成天蠶神功。結繭後破繭而出一幕，故事以練成天蠶神功會令人容貌大變而做出交代，包括武當派師叔燕沖天亦因為練成天蠶功而容貌變年輕了以增加說服力，此一主意據蕭若元口述是他想出的點。由於本劇收視理想，麗的電視方面要求徐少強再演三十集，時間上和徐少強本身之電影片約有衝突，飾演雲飛揚的徐少強因受所屬的電影公司慫恿下，完全失蹤，製作組亦沒有辦法在拍攝上遷就徐少強，唯有由當時邵氏演員出身的顧冠忠接拍，才得以令到《天蠶變》繼續完成拍攝，此事為當年引來轟動。其實在易角前也有海底神龍送贈雲飛揚面具的橋段，而雲飛揚配戴面具時，由葉天行代替徐少強演出。

## 收視
| !劇名  | 平均   | 最高 | 最高百分比\观众人数 | 每集觀看人數 | 首播时间 |
| ------ | ------ | ---- | ------------------- | ------------ | -------- |
| 天蠶變 | 22.5点 | 40點 | 60%                 | 110万        | 1979年   |

## 軼事
當年為雲飛揚一人身兼武當六絕，在第一次敗於獨孤無敵後，曾特別設計改良能以一奇門兵器使出六絕招—如意劍，曾造成一時風潮。

## 重拍
- 1984年顧冠忠更受邀赴臺於華視拍攝由韋辛製作的《天蠶再變》[4]。
- 1993年亞洲電視重新拍攝的《天蠶變之再與天比高》，再次找來徐少強飾演雲飛揚一角。
- 2002年中國內地也曾重拍《天蠶變》（《金蠶絲雨》），共30集，由吳京飾演雲飛揚、何美鈿飾演倫婉兒、李小冉飾演獨孤鳳、沈曉海飾演傅玉書、王群飾演燕沖天。

## 外部連結
1. 天蠶變主題曲視頻 （页面存档备份，存于）
2. 元憶錄：徐少強遭挾持真箇天蠶變（页面存档备份，存于）